# Giovanni da Milano
Giovanni da Milano, auch Giovanni di Giacomo di Guido da Caversago (* um 1325 in Caversaccio; † nach 1369) war ein lombardischer Maler der Spätgotik.

## Leben

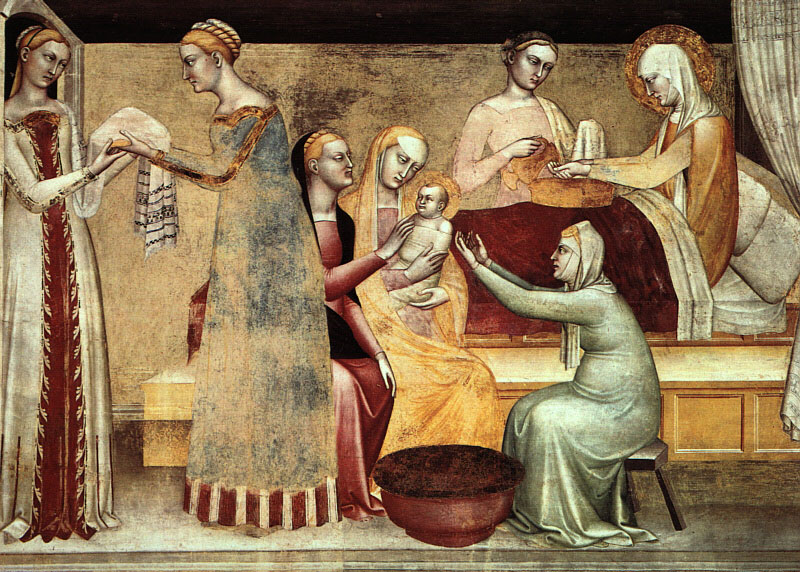
Geburt der Jungfrau, Fresko in der Rinuccini-Kapelle der Franziskanerkirche Santa Croce in Florenz

Giovanni da Milano stammte aus Caversaccio, seit 1928 ein Ortsteil der Gemeinde Valmorea nahe Como. Er zog vor dem 17. Oktober 1346 nach Florenz, da er für diesen Tag im Verzeichnis fremder Maler in Florenz als „Johannes Jacobi de Commo“ verzeichnet wurde. 1366 wurde er Bürger der Stadt. Die nächste Erwähnung stammt aus der Zeit zwischen 1358 und 1363 als „Johannes Jacobi Guidonis de Mediolano“ in dem Verzeichnis der florentinischen Gilde Arte dei Medici e Speziali. Bei einer Steuerrückzahlung vom 26. Dezember 1363 wird erwähnt, dass er Landbesitzer in Ripoli, Tizzana, war und ein Haus in der Gemeinde San Pier Maggiore in Florenz besaß. Auf der Basis eines Vertrages wurde er 1365 beauftragt, Fresken in der Rinuccini-Kapelle der Franziskanerkirche Santa Croce in Florenz zu malen. Für 1369 ist dokumentiert, dass Giovanni da Milano in Rom im Auftrag Papst Urbans V. zwei Kapellen im Apostolischen Palast des Vatikans dekorieren sollte. Die Fresken sind jedoch nicht erhalten. Nach dieser Zeit existieren keine Überlieferungen zu dem Maler mehr.

## Stil und Werke
Die Werke von Giovanni da Milano basieren auf dem lombardischen Stil seiner Heimat, speziell dem mailändischen Stil der 1330er und 1340er Jahre, der auch von den Malern Giovannino de’ Grassi und Michelino da Besozzo vertreten wurde und sich durch eine akzentuierte Farbgebung kennzeichnen lässt. Giovanni da Milano passte diesen Stil an die florentinische Tafelbildmalerei an, die vor allem durch Giotto di Bondone und dessen Nachfolger beeinflusst wurde. Daneben sind im Werk von Giovanni da Milano auch Einflüsse der Malerei aus Siena, vor allem durch Simone Martini, erkennbar.
Als ältestes überliefertes Werk gilt das Tympanon-Fresko, das auf 1350 datiert wird und die heilige Madonna mit dem Kind zwischen Heiligen darstellt. Es befindet sich heute in der Santa Maria delle Grazie in Mendrisio, befand sich jedoch ursprünglich in der Kirche Ospedale di San Giovanni. Das älteste signierte Werk ist ein Polyptychon in der Pinakothek in Prato aus dem Jahr 1363. Danach folgte eine Pietà von 1365, die sich heute in der Accademia delle Arti del Disegno in Florenz befindet. Außer diesen Werken und den Fresken in der Rinuccini-Kapelle sind von Giovanni da Milano vor allem Altarbilder in Kirchen und Klöstern der Toskana bekannt.

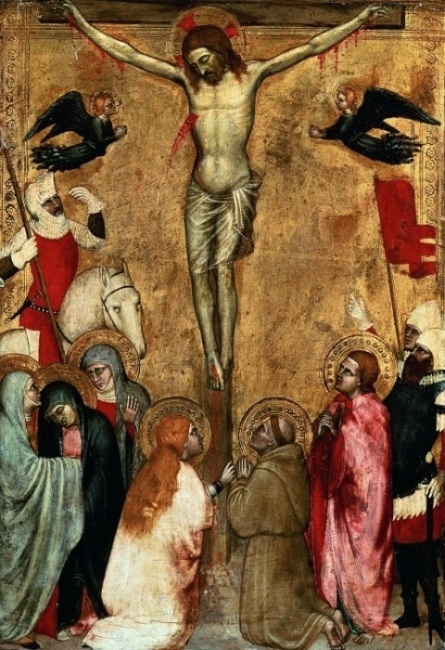
Kreuzigung, ca. 1360–1365 (Privatsammlung, England)
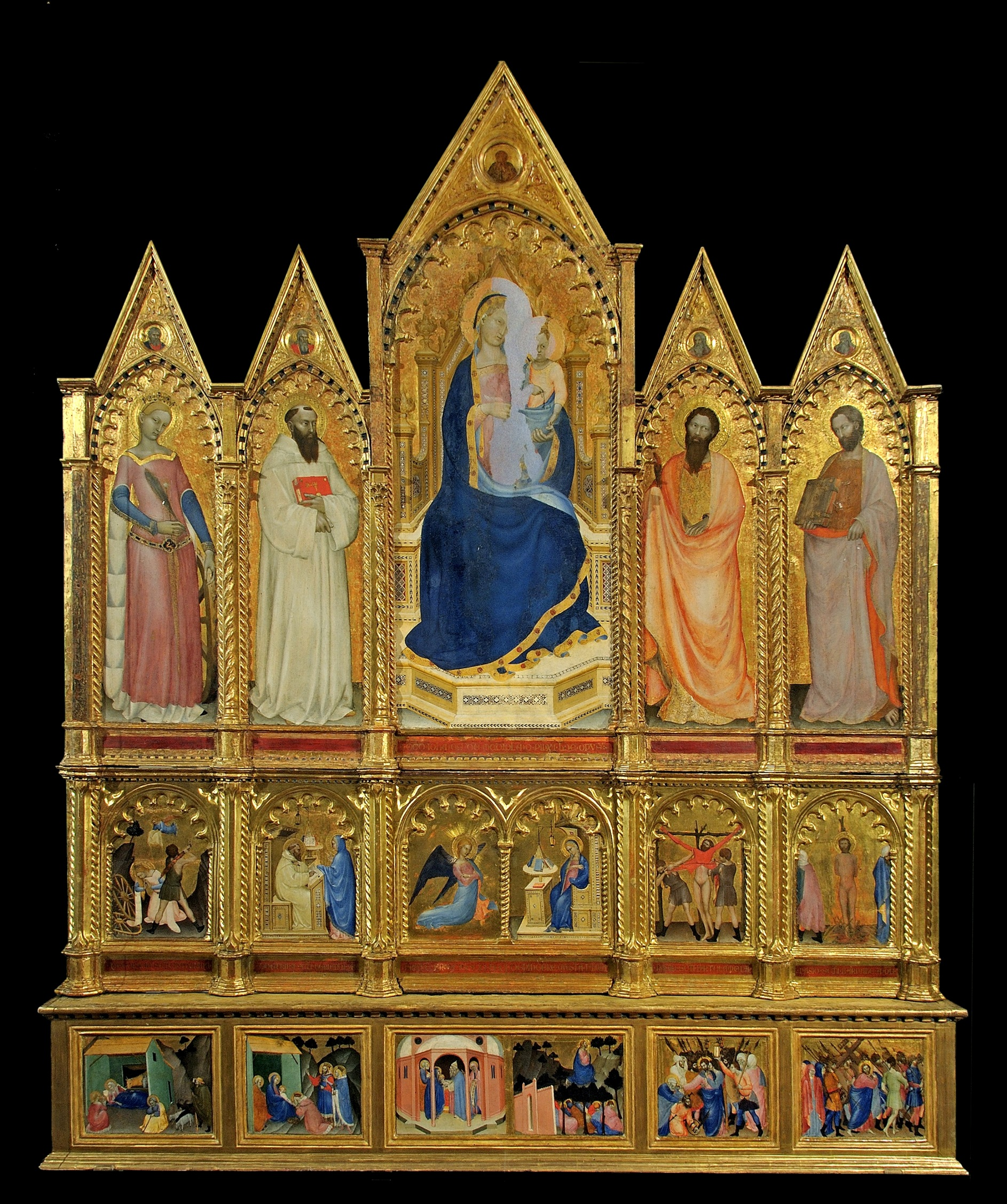
Polyptychon in der Pinakothek in Prato, 1363
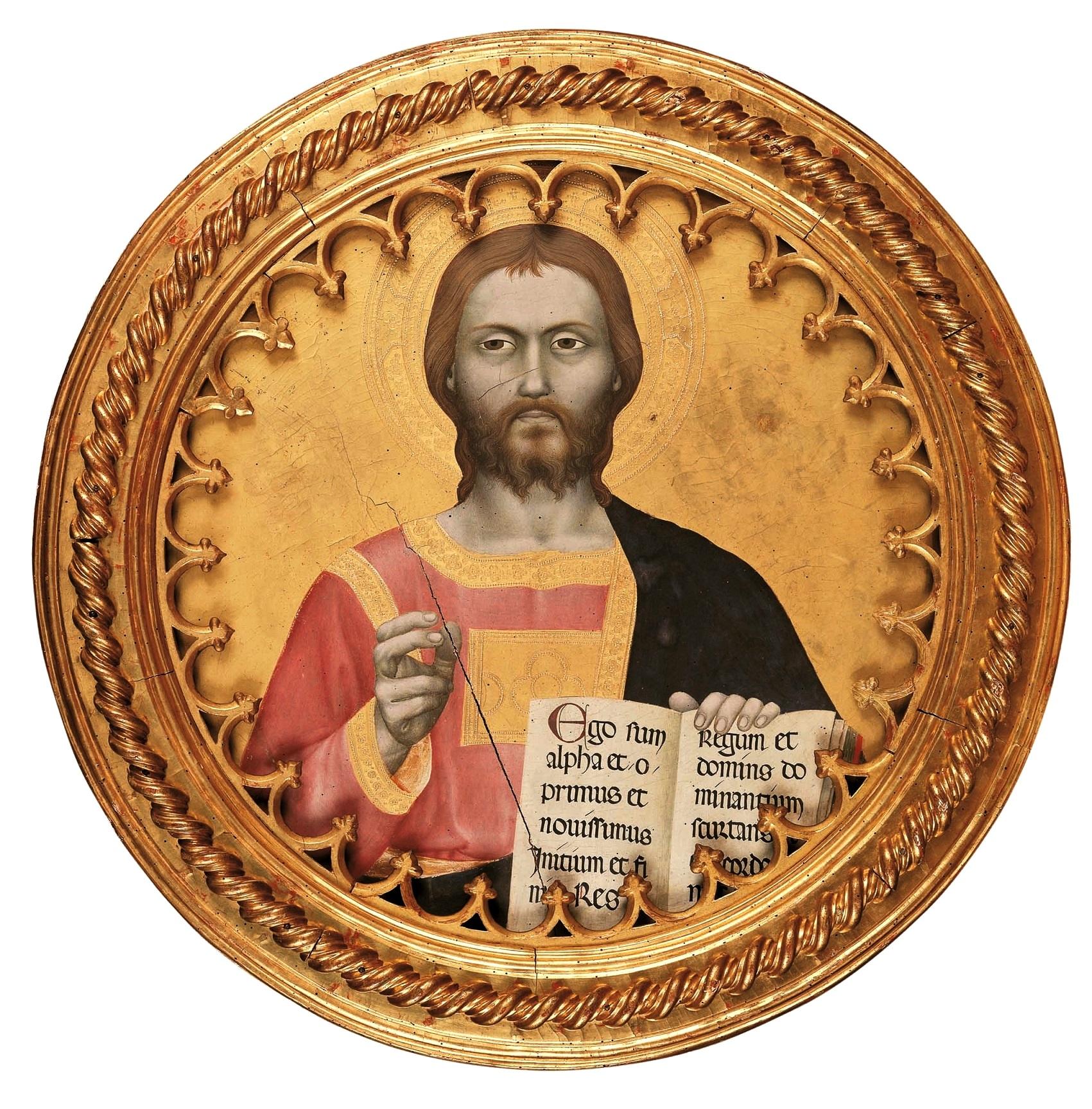
Fresko in der Rinuccini-Kapelle der Kirche Santa Croce, nach 1363
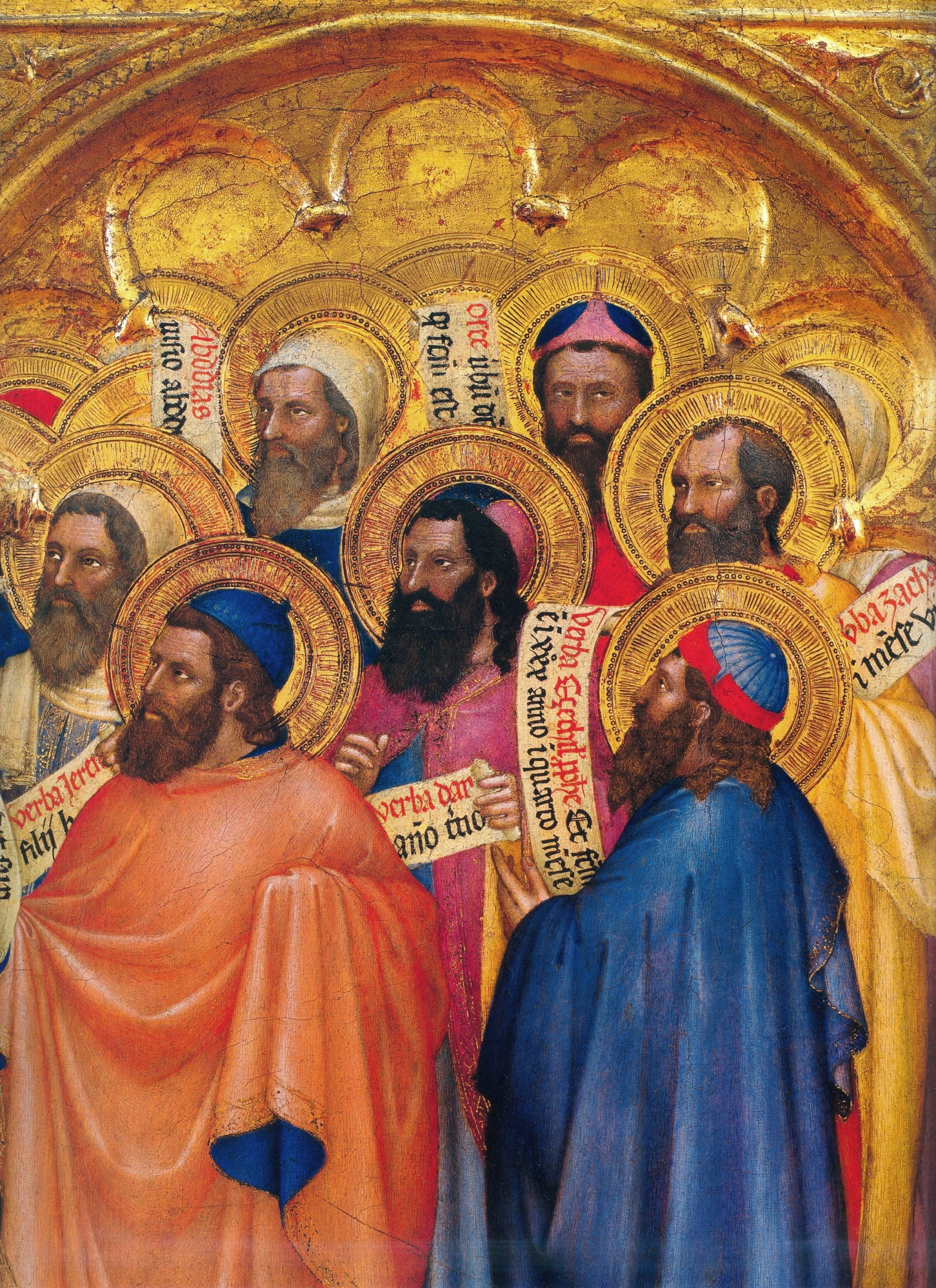
Chor der Propheten (Uffizien, Florenz)

Die Marienbild-Fresken in der Rinuccini-Kapelle der Kirche Santa Croce gehören zu den bekanntesten Werken Giovanni da Milanos. Die Figuren der Fresken zeichnen sich nach DuMonts Künstlerlexikon von 1997 durch „Gestalten voll Anmut und Würde, genormte Gesichtstypen und sparsamstem Beiwerk“ aus, durch die „eine Atmosphäre der Zurückhaltung und des Ernstes“ ausgestrahlt wird.
Giovanni da Milano hatte einen starken Einfluss auf die lombardische Freskenmalerei nach 1360, der durch viele Beispiele in Norditalien belegt ist.

## Belege
1. ↑  Valerio Ascani: Giovanni da Milano. In:  Dizionario Biografico degli Italiani (DBI).
2. ↑  
Carla Elena Travi Caspani: Giovanni da Milano. In: Allgemeines Künstlerlexikon. Die Bildenden Künstler aller Zeiten und Völker (AKL). Band 55, Saur, München u. a. 2007, ISBN 978-3-598-22795-0, S. 41.
3. 1 2 3 4 5 6  
Giovanni da Milano in der Web Gallery of Art; Aufgerufen am 9. Februar 2015.
4. 1 2 3  
Giovanni da Milano. In: Herbert Read (Hrsg.): DuMonts Künstlerlexikon. DuMonts Buchverlag, Köln 1997, ISBN 3-7701-4015-X, S. 223–224.

| Personendaten    | Personendaten |
| ---------------- | --- |
| NAME             | Giovanni da Milano |
| ALTERNATIVNAMEN  | di Giacomo di Guido da Caversago, Giovanni; di Jacopo di Guido da Caversaccio, Giovanni; Johannes Jacobi Guidonis de Mediolano |
| KURZBESCHREIBUNG | lombardischer Maler der Spätgotik                                                                                              |
| GEBURTSDATUM     | um 1325 |
| GEBURTSORT       | Caversaccio |
| STERBEDATUM      | nach 1369 |